# Чусовляни
Чусовля́ни (рос. Чусовляны) — присілок у складі Ірбітського міського округу Свердловської області.
Населення — 285 осіб (2010, 322 у 2002).
Національний склад населення станом на 2002 рік: росіяни — 92 %.